# The Diamond
Pour les articles homonymes, voir Diamond.
The Diamond est un stade de baseball de 12 124 places situé à Richmond dans l'État de Virginie. Il est officiellement inauguré le 17 avril 1985. C'est le domicile des Flying Squirrels de Richmond, club de niveau AA évoluant en Ligue de l'Est, et des Rams de VCU, club de baseball de l'université du Commonwealth de Virginie.

## Histoire
Le stade a coûté 8 millions de dollars. Le nom The Diamond est présenté par un fan anonyme en novembre 1984, et est annoncé comme le choix final en décembre 1984. La rencontre inaugurale se déroule le 17 avril 1985, les Braves de Richmond affrontent les Chiefs de Syracuse devant une foule de 12 435 spectateurs. Les Braves remportent la rencontre par un score de 2-1. 
En 2003, une partie du toit du stade est détruit par l'ouragan Isabel.
Les Braves de Richmond ont déménagé dans le comté de Gwinnett, en Géorgie, après la saison 2008. Un des facteurs de la décision de la franchise de déménager aurait été l'impossibilité de s'entendre sur la construction d'un nouveau stade à Richmond. Il y avait un plan appelé le Richmond Baseball Initiative pour construire un nouveau stade à Shockoe Bottom près de la gare de Main Street. Mais en août 2009, l'entreprise qui a soumis ce plan de base l'a retiré. Selon le plan, les Braves de Richmond auraient déménagé au Coolray Field.
La nouvelle équipe de baseball de Richmond annoncé le 2 octobre 2009 qu'elle dépenserait 1,5 million de dollars pour rénover le terrain de jeu et que la RMA donnera 75 000 dollars de plus pour les améliorations. Le 28 octobre, les Flying Squirrels de Richmond ont entrepris les travaux de rénovation sur le stade.

## Événements
Le stade est hôte du match des étoiles des ligues AAA de baseball le 15 juillet 1992 devant 12 186 spectateurs,.

## Galerie

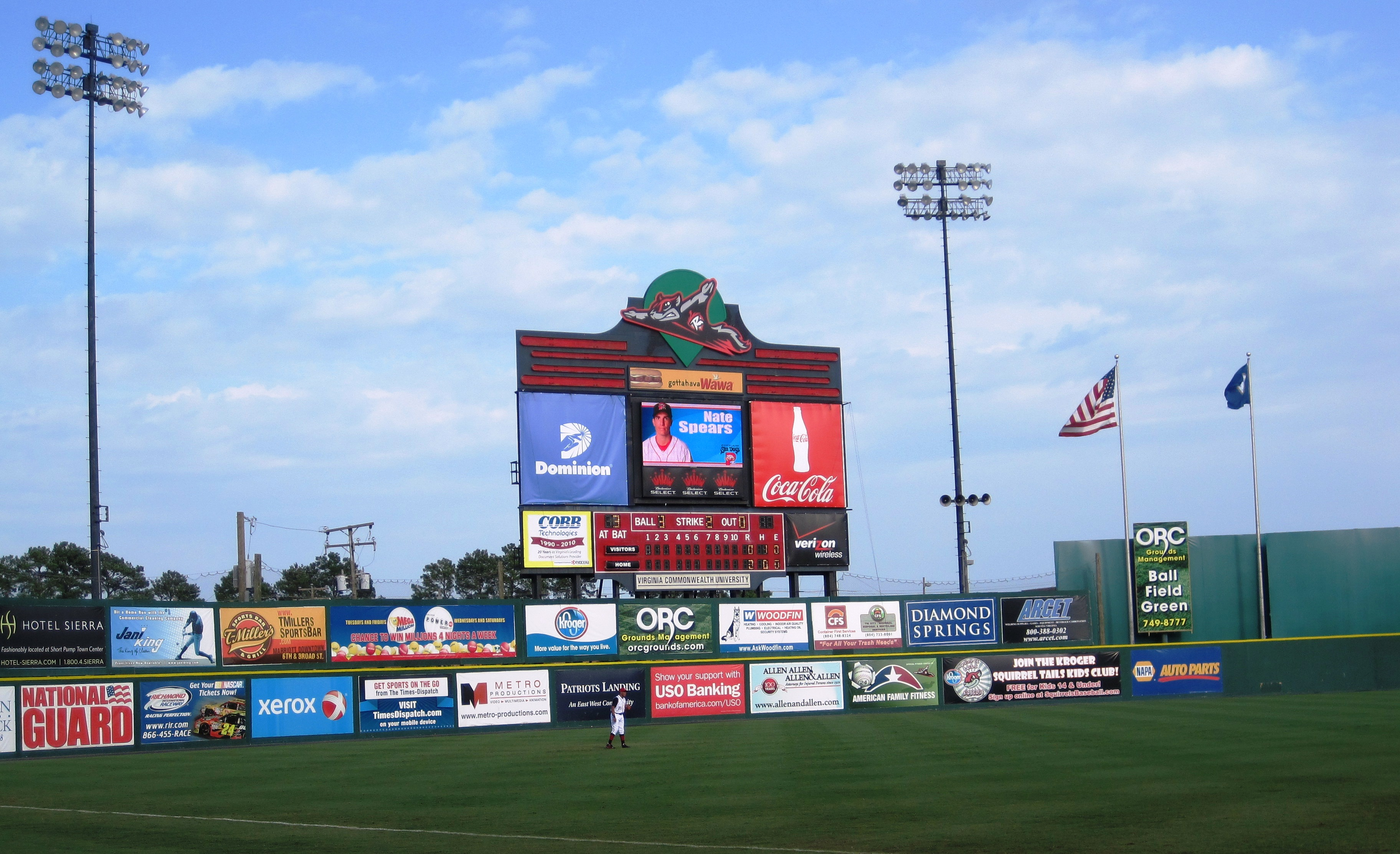
Tableau de bord